# Assedio di Eger (1596)
L'assedio di Eger avvenne tra il 20 settembre ed il 12 ottobre del 1596, come parte della Lunga Guerra.
Il castello di Eger (in turco Eğri) venne conquistato dagli Ottomani sotto il comando del sultano Mehmed III dopo aver ucciso i 7000 difensori, principalmente mercenari stranieri.